# Logvinovka
Logvinovka - Логвиновка (rus) - és un poble (un possiólok) de l'óblast de Bélgorod, a Rússia. El 2010 tenia 24 habitants. Pertany al districte (raion) de Stari Oskol.